# Polish Open 2013
Die Polish Open 2013 im Badminton fanden vom 21. bis zum 24. März 2013 in Warschau statt.

## Sieger und Platzierte
| Disziplin    | Gold                            | Silber                                     | Bronze                               |
| ------------ | ------------------------------- | ------------------------------------------ | ------------------------------------ |
| Herreneinzel | Vladimir Malkov                 | Hsu Jen-hao                                | Misbun Ramdan Mohmed Misbun          |
| Herreneinzel | Vladimir Malkov                 | Hsu Jen-hao                                | H. S. Prannoy                        |
| Dameneinzel  | Shizuka Uchida                  | Pai Hsiao-ma                               | Arundhati Pantawane                  |
| Dameneinzel  | Shizuka Uchida                  | Pai Hsiao-ma                               | P. C. Thulasi                        |
| Herrendoppel | Adam Cwalina Przemysław Wacha   | Yuya Komatsuzaki Hiroki Takeuchi           | Lin Yen-jui Wang Chih-hao            |
| Herrendoppel | Adam Cwalina Przemysław Wacha   | Yuya Komatsuzaki Hiroki Takeuchi           | Takuto Inoue Yūki Kaneko             |
| Damendoppel  | Rie Eto Yu Wakita               | Yuki Anai Yumi Murayama                    | Kamila Augustyn Agnieszka Wojtkowska |
| Damendoppel  | Rie Eto Yu Wakita               | Yuki Anai Yumi Murayama                    | Irina Khlebko Ksenia Polikarpova     |
| Mixed        | Robert Mateusiak Nadieżda Zięba | Wojciech Szkudlarczyk Agnieszka Wojtkowska | Nico Ruponen Amanda Högström         |
| Mixed        | Robert Mateusiak Nadieżda Zięba | Wojciech Szkudlarczyk Agnieszka Wojtkowska | Chris Coles Alyssa Lim               |